# Setaphis browni
Setaphis browni är en spindelart som först beskrevs av Tucker 1923.  Setaphis browni ingår i släktet Setaphis och familjen plattbuksspindlar. Inga underarter finns listade i Catalogue of Life.